# Presbyterian Church in Ireland
Den Presbyterianske kirke i Irland (engelsk: Presbyterian Church in Ireland, irsk: Eaglais Phreispitéireach in Éirinn, ulsterskotsk: Prisbytairin Kirk in Airlann) er det største presbyterianske trossamfund i Irland og den største protestantiske kirke i Nordirland.
Kirken er medlem af de reformerte kirkers verdensalliance (WARC).

## Eksterne links
- Presbyterianske kirke i Irland Arkiveret 30. november 2020 hos  Wayback Machine (engelsk)